# Acanthoscelides trinotatus
Acanthoscelides trinotatus là một loài bọ cánh cứng trong họ Bruchidae. Loài này được Pic mô tả khoa học năm 1927.